# F-1 World Grand Prix
F-1 World Grand Prix es un videojuego para Nintendo 64 de la compañía Videosystem que recreaba la temporada 1997 de Fórmula 1, con todos los pilotos y circuitos. El juego salió en 1998. El juego no fue traducido a muchos idiomas, la versión PAL tenía textos en inglés, castellano, alemán y francés, pero la mayoría de los textos del juego eran en inglés, lo que tampoco impedía demasiado disfrutarlo. Todavía está considerado uno de los mejores simuladores de Fórmula 1.
En el 2000 para Nintendo 64 salió F-1 World Grand Prix II que hacía uso de la expansion pak y más tarde para Sega Dreamcast y Game Boy Color

## Modos de juego
El juego consta de 5 modos de juego (Exhibition, Grand Prix, Challenge, Time Trial y 2 Players). 
- Exhibition (Exhibición): es el tradicional modo de carrera única en el que puedes elegir un piloto y un circuito para correr en él.

- Grand Prix (Gran Premio): es el modo temporada en el que elegimos un piloto y corremos una temporada completa; desde Australia hasta Jerez de la Frontera.

- Challenge (Desafío): en este modo se nos propone una serie de desafíos que debemos desbloquear. En principio tenemos tres desafíos que debemos superar para desbloquear los siguientes.

- Time Trial (Contraleloj): modo en el que podemos dar infinitas vueltas a un circuito.

- 2 Players (Dos jugadores): Se describe con su nombre. Si conectamos un segundo mando en la consola se puede jugar contra un amigo.

## Modos de dificultad
- Rookie (Novato): para los recién llegados a este juego. Es el modo más fácil. Tiene activadas las ayudas de freno automático y asistencia en la dirección.

- Professional (Profesional): para los que tengan alguna experiencia en el videojuego. Tiene desactivadas las ayudas.

- Champion (Experto): Para los expertos del título. No tiene ayudas y el control es muy realista. Si te sales por la hierba lo más probable es que termines haciendo un trompo.

## Pilotos
- Williams Renault: Heinz-Harald Frentzen y Jacques Villeneuve
- Ferrari: Michael Schumacher y Eddie Irvine
- Benetton Renault: Alexander Wurz y Jean Alesi
- McLaren Mercedes: Mika Häkkinen y David Coulthard
- Jordan Peugeot: Ralf Schumacher y Giancarlo Fisichella
- Prost Mugen-Honda: Jarno Trulli y Shinji Nakano
- Sauber Petronas: Johnny Herbert y Norberto Fontana
- Stewart Ford: Rubens Barrichello y Jan Magnussen
- Minardi Hart: Tarso Marques y Ukyō Katayama
- Arrows Yamaha: Damon Hill y Pedro Diniz
- Tyrell Ford: Jos Verstappen y Mika Salo

## Circuitos
Los Circuitos están basados en la Temporada 1997 de Fórmula 1 las cuales tiene circuitos tanto tradicionales (Imola, Monza, Barcelona) como urbanos (Albert Park, Monte Carlo). Mostrando en cada una cierta simulación del cualquier evento, incidente o caso real que haya sucedido en plena carrera. Lo que le da más realismo al juego.
- Australia (Albert Park)
- Brasil (Interlagos)
- Argentina (Buenos Aires)
- San Marino (Imola)
- Monaco (Monte Carlo)
- España (Barcelona)
- Canadá (Montreal)
- Francia (Magny-Cours)
- Gran Bretaña (Silverstone)
- Alemania (Hockenheim)
- Hungría (Hungaroring)
- Bélgica (Spa-Francorchamps)
- Italia (Monza)
- Austria (A1-Ring)
- Luxemburgo (Nurburgring)
- Japón (Suzuka)
- Europa (Jerez)

- Datos: Q2028799